# Joaquín Pérez de las Heras
Joaquín Pérez de las Heras (ur. 25 października 1936 w Ameca, zm. 20 maja 2011 w El Paso) – meksykański jeździec sportowy. Dwukrotny medalista olimpijski z Moskwy.
Specjalizował się w konkurencji skoków przez przeszkody. Trzykrotnie startował na letnich igrzyskach olimpijskich:
- LIO 1968, Meksyk – 37 miejsce indywidualnie, 10 drużynowo (na koniu Romeo)
- LIO 1972, Monachium – 19 miejsce indywidualnie, 15 drużynowo (Savando)
- LIO 1980, Moskwa – 3 miejsce indywidualnie i drużynowo (Alymony)